# Pia Miller
Pia Loyola (Viña del Mar, Chile; 2 de noviembre de 1983), más conocida como Pia Miller, es una modelo y actriz australiana de origen chileno, conocida por haber interpretado a Kat Chapman en la serie Home and Away.

## Biografía
Es hija de Angélica Blanco (una diseñadora de modas); tiene un hermano, Jesús, y una hermana, Paz. Con cuatro años de edad y junto con su familia se mudó de Chile a Australia.
A los 19 años tuvo una relación y quedó embarazada de su primer hijo, Isaiah Miller.
En 2005 comenzó a salir con el futbolista australiano Brad Miller, la pareja se casó dos años después en Dandenongs; poco después tuvieron su primer hijo, Lennox Miller, en octubre de 2007. En octubre de 2015 se anunció que Pia y Brad se habían separado.
En 2015 comenzó a salir con el productor Tyson Mullane. En noviembre de 2017 se anunció que la pareja se había comprometido, sin embargo a principios de 2019 se anunció que habían terminado.
Desde el 2019 sale con el agente de talentos de Hollywood, Patrick Whitesell.

## Carrera
Pia es modelo de Chadwick Models.
En 2011 apareció en dos episodios de la serie dramática East West 101, donde interpretó a Ximena. Ese mismo año apareció en la comedia romántica Big Mamma's Boy, donde dio vida a Maria. En 2012 apareció como invitada en la serie Conspiracy 365, donde interpretó a Belinda Scott. 
Ese mismo año apareció como invitada en un episodio de la serie australiana Neighbours, donde interpretó a la maestra Monica Wetherby el 19 de noviembre del mismo año.
El 5 de febrero de 2015 se unió al elenco principal de la popular y exitosa serie australiana Home and Away, donde interpretó a la oficial de policía Katarina Chapman, hasta el 18 de diciembre de 2017 después de que su personaje muriera luego de estar involucrada en un accidente automovilístico con Jasmine Delany (Sam Frost).
El 9 de diciembre del mismo año apareció en el especial Home and Away: An Eye for An Eye, donde interpretó nuevamente a Katarina Chapman.
En agosto de 2018 se anunció que se había unido al elenco principal de la nueva serie Bite Club donde dará vida a Kate Summers, la compañera de casa de la detective Zoe Rawlings (Ash Ricardo).

## Filmografía

### Series de televisión
| Año             | Título         | Personaje        | Notas                 |
| --------------- | -------------- | ---------------- | --------------------- |
| 2018 - presente | Bite Club      | Kate Summers     |                       |
| 2015 - 2017     | Home and Away  | Katarina Chapman | 336 episodios         |
| 2013            | Wonderland     | Mujer atractiva  | Episodio "Motherhood" |
| 2012            | Neighbours     | Monica Wetherby  | Episodio #6536        |
| 2012            | Conspiracy 365 | Belinda Scott    | Episodio "February"   |
| 2011            | East West 101  | Ximena           | 2 episodios           |

### Películas
| Año  | Título                           | Personaje        | Notas                                                                                        |
| ---- | -------------------------------- | ---------------- | -------------------------------------------------------------------------------------------- |
| 2015 | Home and Away: An Eye for An Eye | Katarina Chapman | Junto a Dan Ewing, Nicholas Westaway, Diarmid Heidenreich, Lisa Gormley y George Mason       |
| 2011 | Big Mamma's Boy                  | Maria            | Junto a Frank Lotito, Holly Valance, Carmelina Di Guglielmo, Cassandra Magrath y Sachin Joab |

### Apariciones
| Año         | Programa                 | Notas                             |
| ----------- | ------------------------ | --------------------------------- |
| 2011        | Project Runway Australia | Juez invitada                     |
| 2010 - 2011 | The Circle               | 5 episodios - Celebridad invitada |

## Premios y nominaciones
| Año  | Categoría       | Premio             | Serie         | Resultado |
| ---- | --------------- | ------------------ | ------------- | --------- |
| 2016 | Best New Talent | Silver Logie Award | Home and Away | Nominada  |